# Капітан судна

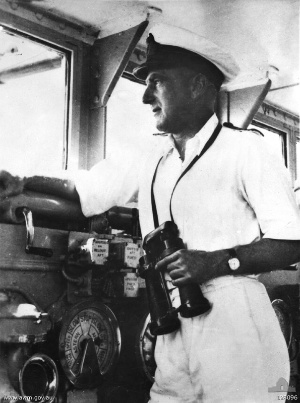
Капітан Джозеф Барнет, 1941

Капіта́н — особа, якій доручено командування судном, незалежно від звання.
Капітан володіє повною владою на борту судна. У цивільній авіації капітаном називають командира повітряного судна. Закон надає капітанові морського судна дуже великі повноваження, він виконує обов'язки судді і виконавця вироку. Капітани також традиційно виконували релігійні обряди, вели Службу Божу на борту, вінчали, ховали померлих. У багатьох випадках навіть особа, старша за званням або посадою не мала права віддавати накази в обхід капітана. Згідно з неписаним морським законом капітан мусив покидати судно останнім. Капітан несе відповідальність за безпечну та ефективну експлуатацію судна, включаючи його морехідність, безпеку та охорону, вантажні операції, навігацію, управління екіпажем та дотримання законодавства, а також за людей і вантаж на борту.